# John Barnes
John Charles Bryan Barnes MBE, född 7 november 1963 i Kingston, Jamaica, är en före detta engelsk fotbollsspelare och numera tränare. Han är framförallt känd för sin tid i Watford FC och Liverpool FC och han har även varit manager i Celtic FC, Tranmere Rovers FC och Jamaicas landslag. 
John Barnes var den förste svarte spelaren i Liverpool FC:s A-lag. Barnes gjorde totalt 79 matcher och 12 mål för Englands landslag och deltog i VM 1986 och 1990. Barnes blev engelsk mästare med Liverpool 1988 och 1990 och vann FA-cupen 1989 och 1992 samt ligacupen 1995. 
Han blev utsedd till fotbollsjournalisternas pris som Årets fotbollsspelare i England (FWA) två gånger, 1988 och 1990, samt spelarnas pris till Årets fotbollsspelare i England (PFA) 1988.